# Dave Canterbury
David Michael Canterbury (19 de septiembre de 1963) es un experto en supervivencia, que durante dos temporadas fue el coprotagonista del programa de telerrealidad Desafío x 2, conocido en España como Dúo de Supervivientes. Es también el dueño de la escuela The Pathfinder LLC, jefe de redacción de la revista Self Reliance Illustrated, y profesor adjunto de habilidades en medios naturales en la Frontier Christian University

## Carrera
Canterbury es un  exfrancotirador del ejército quien, después de dejar la milicia, trabajó en una granja de reptiles, como pescador y como buzo comercial en Florida. Canterbury utiliza su experiencia para ejercer como docente e instructor de supervivencia  a cientos de personas cada año, que van desde profesionales de la policía a agentes de búsqueda y rescate o efectivos del Departamento de Recursos Naturales (DNR). Canterbury tiene un canal en  YouTube en el que se refiere a temas de supervivencia.

## El Pathfinder (Escuela)
Canterbury es el propietario e instructor en la Escuela LLC Pathfinder, en el sudeste de Ohio, desde 2009. El propósito declarado de la escuela es "proporcionar formación y técnicas de supervivencia en el desierto" Canterbury promueve lo que él llama las " 5 Cs de supervivencia, ":.. una herramienta de corte, un dispositivo de combustión, la cubierta, un contenedor y cordaje

## Desafío x 2
Canterbury fue el coprotagonista de las dos primeras temporadas del programa televisivo de supervivencia Desafío x 2. En dicho programa, Canterbury demostró varias habilidades de supervivencia, tales como la manera de cauterizar una herida con pólvora y  fuego. Para escenificarlo, se realizó intencionadamente un corte en el propio brazo, que su compañero, Cody Lundin, curó mediante esta técnica para detener hemorragias. En 2012, se anunció que no iba a volver al programa